# Mela Koteluk
Mela Koteluk, all'anagrafe Malwina Koteluk (Sulechów, 3 luglio 1985), è una cantante polacca.

## Biografia
Dopo aver partecipato ad una serie di festival e competizioni musicali (fra cui spicca un secondo posto al concorso Pamiętajmy o Osieckiej nel 2003), Mela Koteluk ha firmato un contratto discografico con la EMI Music Poland, su cui ha pubblicato il suo album di debutto Spadochron nel 2012. Il disco è stato un successo sia fra il pubblico che fra la critica: ha infatti raggiunto la vetta della classifica polacca ed è stato certificato doppio disco di platino dalla Związek Producentów Audio-Video per aver venduto più di 60 000 copie a livello nazionale, e ha fruttato alla cantante il premio per l'artista dell'anno e per il miglior artista esordiente ai premi Fryderyk del 2013, il principale riconoscimento musicale polacco.
Nel 2014 è uscito su etichetta discografica Warner Music Poland il suo secondo album Migracje, che come il precedente è arrivato al primo posto nella classifica nazionale e ha ottenuto due dischi di platino. Il singolo Fastrygi, contenuto nell'album, ha vinto un Fryderyk per il video dell'anno. Mela Koteluk ha vinto il suo quarto Fryderyk nella categoria Miglior album di musica alternativa grazie al suo terzo disco Migawka, che ha debuttato al 6º posto in classifica nel 2018.

## Discografia

### Album in studio
- 2012 – Spadochron
- 2014 – Migracje
- 2018 – Migawka
- 2020 – Astronomia poety. Baczyński. (con i Kwadrofonik)
- 2025 – Harmonia

### Singoli
- 2011 – Spadochron
- 2012 – Melodia ulotna
- 2012 – Dlaczego drzewa nic nie mówią
- 2012 – Wolna
- 2013 – Działać bez działania
- 2013 – Baczyński - Pieśń o szczęściu (con Czesław Mozil)
- 2013 – Wielkie Nieba
- 2013 – To Trop
- 2014 – Fastrygi
- 2014 – Żurawie origami
- 2015 – Tragikomedia
- 2018 – Odprowadź
- 2018 – Ogniwo
- 2019 – Hen, hen
- 2019 – Miłość rośnie wokół nas
- 2020 – Astronomia (con i Kwadrofonik)

#### Come featuring
- 2015 – Armaty (Męskie Granie Orkiestra feat. Mela Koteluk, Andrzej Smolik, Fisz, Tomasz Organek, Krzysztof Zalewski, Michał Fox Król & Kuba Galiński)
- 2015 – Kataratka (Daniel Bloom feat. Mela Koteluk)